# Shotgun (album)
Pour les articles homonymes, voir shotgun.
 (janvier 2025).
Si vous disposez d'ouvrages ou d'articles de référence ou si vous connaissez des sites web de qualité traitant du thème abordé ici, merci de compléter l'article en donnant les références utiles à sa vérifiabilité et en les liant à la section « Notes et références ».
Shotgun est le troisième et dernier album de Tony Lucca (en). C'est aussi le premier album de Lucca enregistré en studio et distribué commercialement. 
Lucca a écrit et composé la plupart des chansons de l'album seul, mais aussi quelques-unes avec des amis, dont Matt Morris et Robb Boldt.

## Pistes
1. Shotgun (Can't You See) – 4:44
2. Catch Me – 3:52
3. Someone To Love You (avec B. Goldi et Alejandro Abad) – 4:07
4. Bad Guy – 5:15
5. Maiden (avec Cole Garlak) – 5:20
6. She's True (avec Matt Morris) – 4:40
7. Roller Coaster (avec Robb Boldt et Alejandro Abad) – 3:22
8. Happily Ever After – 4:08
9. Los Angeleno – 4:19
10. By A Thread – 5:03
11. Attach The Hitch » (avec Martin Flores, Cees van der Linden et Alejandro Abad) – 0:36
12. Broken Wagon – 4:32
13. Welcome To The Bay / Put Your Seat Back (avec Cees van der Linden) – 7:21

## Artisans
- Andy Abad - Guitare électrique
- JC Chasez - Producteur exécutif
- Martin Flores - Percussion et batterie
- Mando Gonzales - Assistant
- Cees Van Der Liden - Basse, programmation et production
- Tony Lucca - Guitare électrique, chant, piano et production
- Michael Williams - Producteur exécutif

## Source de la traduction
- (en) Cet article est partiellement ou en totalité issu de l’article de Wikipédia en anglais intitulé « Shotgun (album) » (voir la liste des auteurs).